# Franco Knie
Franco Knie senior (* 8. September 1954), eigentlich Franz Knie, ist ein Schweizer Zirkusdirektor und Elefantendresseur. Er führte ab 1992 zusammen mit seinem Cousin Fredy Knie junior den Circus Knie und war der technische Direktor des Unternehmens. 2016 übernahm sein Sohn Franco Knie junior diese Aufgabe.

## Leben
Franco Knie entstammt der sechsten Generation der Zirkusfamilie Knie und ist der Sohn von Rolf Knie senior (1921–1997) und Genoveffa «Tina» di Giovanni (1921–2011). Sein Onkel war Fredy Knie senior.
Tina di Giovanni weigerte sich stets ihren Sohn bei seinem normalen Namen Franz zu rufen und nannte ihn stattdessen stets Franco. Dies wurde von der Allgemeinheit übernommen.
Er lernte sein Handwerk als Elefantendresseur von seinem Vater Rolf Knie senior und zählt zu den besten Elefantendresseuren der Welt. So trat er im Jahr 2006 mit seinen Elefanten beim Zirkusfestival von Monte Carlo auf. In der Zirkussaison 2008 führte er seine Elefantennummer mit sechs asiatischen Elefanten zusammen mit seinem Sohn Franco Knie junior und dessen Frau Linna Knie-Sun auf.
Knie ist zum dritten Mal verheiratet. Die erste Ehefrau war Doris Agostini (* 1941), aus dieser Ehe stammen die beiden Kinder Franco Knie, genannt Franco Knie junior (* 1978) und Doris Désirée Knie (* 1980). Die zweite Ehefrau war Claudine Rey (* 1949), aus dieser Ehe stammt Anthony Knie (* 1989). Die dritte Ehefrau ist Claudia Uez (* 1967), er lernte sie 2004 kennen. Aus dieser Ehe stammen die Zwillinge Nina Maria Dora und Timothy Charles (* 2009). Knie ist mit der monegassischen Prinzessin Stéphanie von Monaco befreundet, die er seit ihrem zwölften Lebensjahr kennt. Zeitweise waren sie ein Paar.